# Furcifer tuzetae
Furcifer tuzetae là một loài thằn lằn trong họ Chamaeleonidae. Loài này được Brygoo, Bourgat & Domergue mô tả khoa học đầu tiên năm 1972.